# Lucio Bianco
Lucio Bianco (Guardia Lombardi, 16 dicembre 1941) è un ingegnere italiano, presidente del Consiglio Nazionale delle Ricerche dal 1997 al 2003.

## Biografia
Laureato il 20 dicembre 1966 in ingegneria elettronica presso l'Università "La Sapienza" di Roma e abilitato alla professione di ingegnere nel 1967 ha conseguito una seconda laurea in ingegneria aerospaziale presso la medesima università per poi avere un incarico di ricerca presso il Laboratorio di ingegneria dei sistemi applicati al volo del Consiglio Nazionale delle Ricerche (CNR).
Nel triennio 1990-1993 è stato professore straordinario di ricerca operativa presso l'Università di Roma "Tor Vergata". Inoltre è stato direttore del dipartimento di Ingegneria dell'Impresa presso lo stesso ateneo dal novembre del 2004 fino al dicembre del 2010.
Ha ricoperto il ruolo di presidente del Consiglio Nazionale delle Ricerche fra il 1997 e il 2003. Si è dimesso dalla carica dopo un contrasto con l'allora ministro Moratti e il commissariamento del consiglio, provvedimento successivamente annullato dal TAR.
Dal gennaio 2005 è coordinatore nazionale del Centro interuniversitario di ricerca operativa (CIRO) e dal 2006 è direttore del master in “Ingegneria dei sistemi a rete" presso l'Università di Roma "Tor Vergata".
Dal 2007 è presidente del Consiglio scientifico del Consorzio interuniversitario NITEL per i trasporti e la logistica.
È fratello di Gerardo Bianco, deputato dal 1968 al 2006 ed ex segretario nazionale del Partito Popolare Italiano.

## Opere
- La ricerca e il Belpaese. La storia del Cnr raccontata da un protagonista, Donzelli, Roma 2014